# Santa Marinha de Oriz
Santa Marinha de Oriz is een plaats (freguesia) in de Portugese gemeente Vila Verde en telt 404 inwoners (2001).